# Castillo del Rey (Villarroya)
El castillo del Rey es un castillo medieval cristiano, que se encuentra situado en el municipio español de Villarroya de la Sierra en la provincia de Zaragoza. Se puede acceder libremente.

## Descripción
Tras la reconquista de la ciudad y en el siglo XIII, con el fin de fortalecer las defensas de la villa, se construyó en una cota superior al castillo de la Reina la fortaleza que nos ocupa. Si bien de un perímetro inferior al castillo de la Reina, el castillo del Rey, está construido en mampostería con refuerzo de sillares en las esquinas y el torreón presenta un aspecto formidable, teniendo unas dimensiones de unos 7 por 9 metros de base y llega a alcanzar unos 20 metros de altura y conserva el remate almenado. Junto con el castillo de la Reina jugó un papel fundamental durante la guerra de los Dos Pedros, si bien ambas fortalezas, a pesar de haber sido reforzadas a lo largo del siglo XIV, no pudieron evitar que la población cayera en manos castellanas por dos ocasiones. Ambos castillos junto a la iglesia fortificada de San Pedro formaban los núcleos fuertes de resistencia de la villa.

## Catalogación
El Castillo del Rey está incluido dentro de la relación de castillos considerados Bienes de Interés Cultural en virtud de lo dispuesto en la disposición adicional segunda de la Ley 3/1999, de 10 de marzo, del Patrimonio Cultural Aragonés. Este listado fue publicado en el Boletín Oficial de Aragón del 22 de mayo de 2006.